# Eugène Dupont
Pour les articles homonymes, voir Dupont ou Dupond.
Eugène Dupont est un chroniqueur et homme de lettres français, né à Reims le 7 février 1859 et mort dans la même ville le 6 janvier 1941.

## Biographie
Issu d'une famille modeste, Léon Eugène Dupont fut tout d'abord trieur, puis acheteur en laines. Il prit des responsabilités syndicales au niveau local et il acquit une certaine expertise dans le domaine, ce qui lui permit d'écrire un ouvrage technique en 1907, La laine en France. Il fait ses premières armes littéraires en étant l'auteur d'une pièce en cinq actes, Danton à Arcis, jouée en 1899 au Théâtre de Reims.
Esprit curieux, il se pique d'histoire locale et écrit quelques ouvrages biographiques sur des personnalités locales. Mais sa principale œuvre est La Vie rémoise, cette compilation de chroniques dresse une image pittoresque de la vie locale à la fin du XIXe siècle à travers la narration d'événements quotidiens et des notices biographiques, souvent sommaires.
Ses travaux lui valent l'estime de ses contemporains et lui permettent de recevoir le titre d'Officier de l'Instruction publique en janvier 1928.
Il collabora à la Grande Revue de Fernand Labori en y publiant notamment une traduction de l’essais Anticipations de Herbert George Wells, avec lequel il entretint une relation distante. Il traduisit également des ouvrages de Gouverneur Morris et Matilda Betham-Edwards[réf. nécessaire].
Il  décède le 6 janvier 1941 à Reims et est inhumé dans le canton 13 du cimetière du Nord de Reims.
Le sculpteur rémois Robert Coutin fit de ce notable un bas-relief en bronze intitulé Le Bon Conteur rémois (1931, musée des beaux-arts de Reims).

## Publications

### Ouvrages
- Danton à Arcis, pièce de théâtre en cinq actes, jouée en 1899 au Grand Théâtre de Reims.
- La laine en France, Paris, Ch. Amat, 1907, 568 p.
- Pierre Dubois, imprimeur et littérateur rémois (1823-1868), Reims, 1912, 454 p.
- Souvenirs rémois. Antoine Renard et le Jardin-Besnard, Reims, H. Matot, 1912, 16 p.
- Reims, échos et visions du passé, Reims, Impr. de la Dépêche du Nord-Est, 1921, 180 p.
- Reims, échos et visions du passé. 2e série, Reims, Impr. de la Dépêche du Nord-Est, 1922, 177 p.
- La Vie rémoise en l'an 1876, échos et visions du passé, Paris, A. Huart, 1927, 86 p.
- La Vie rémoise en l'an 1877, Reims, E. Dupont, 1928, 60 p.
- La Vie rémoise, années 1878, 1879 et 1880, Reims, E. Dupont, 1928, 144 p.
- Avec Marcel Clavié, Les Serviteurs de la plume. Nicolas David, prote d'imprimerie et littérateur, 1822-1874, Reims, Matot-Braine, 1929, 183 p.
- Avec Marcel Clavié, Un bohème lyrique : Antoine Renard. 1825-1872, Reims, 1930, 96 p.
- Préface sonnet d'Enquerrand Homps, Reims, échos et visions du passé. Le Jard, Reims, Matot-Braine, 1931, 1525 p.
- Préface versifiée de Edmond Robert, Reims, échos et visions du passé. La Rue neuve (Gambetta) 1830-1914, Reims, Matot-Braine, 1934, 95 p.
- La Vie rémoise 1, 1859-1860[5].
- La Vie rémoise 2, 1861-1864[6].
- La Vie rémoise 3, 1865-1868[7].

### Traduction
- (fr) Gouverneur Morris (trad. E. Dupont), À l'aurore de l'humanité, Paris, Ch. Amat, date inc., 159 p.

## Distinctions
- Officier de l'Instruction publique (Officier de l'instruction publique) janvier 1928[3]